# リエスベット・ヴァインデヴォーゲル
リエスベット・ヴァインデヴォーゲル（Liesbet Vindevoghel、1979年12月29日 - ）は、ベルギーの元女子バレーボール選手。元ベルギー代表。

## 来歴
2001年、ベルギー代表に初選出される。地元のクラブリーグでプレーしたあと、イタリアセリエAで活躍した。代表としては2009年の欧州選手権に出場した。
2010年9月、Vプレミアリーグの東レアローズに入団した。平成22年度皇后杯全日本バレーボール選手権、2010/11Vプレミアリーグで準優勝を果たした。
2013-14シーズンはイタリアセリエAのRiver Volley Piacenzaに移籍し、欧州チャンピオンズリーグに出場した。

## 所属クラブ
- VDK Gent Dames（1995-1999年）
- Asterix Kieldrecht（1999-2003年）
- FVブスト・アルシーツィオ（2003-2005年）
- Minerva Volley Pavie（2005-2006年）
- Pallavolo Volta（2006-2008年）
- Brunelli Volley Nocera Umbra（2008-2009年）
- Pallavolo Volta（2009-2010年）
- 東レアローズ（2010-2011年）
- BKS Stal Bielsko-Biała（2011-2012年）
- Chieri Volley（2012-2013年）
- River Volley Piacenza（2013-2014年）
- Promoball Flero（2014-2015年）
- ASサンラファエル（2015-2018年）